# Les Cinq Sexes
« Les Cinq Sexes : pourquoi mâle et femelle ne sont pas suffisants » (titre original : « The Five Sexes: Why Male and Female Are Not Enough ») est un article de la biologiste Anne Fausto-Sterling publié en 1993 dans la revue The Sciences ; il remet en question la catégorisation des individus couramment admise en deux sexes. En 2000, dans un court essai intitulé Les Cinq Sexes revisités, l'auteure relit le texte de 1993 en prenant en considération les avancées scientifiques et l'évolution des mentalités concernant l'intersexuation et la distinction binaire des sexes.

## Les Cinq Sexes

### Continuum des sexes
Anne Fausto-Sterling s'intéresse aux personnes intersexes et identifie dans cette catégorie au moins trois cas de figure :  « les hermaphrodites « véritables » (qu'elle appelle les « herms ») qui possèdent un testicule et un ovaire ; les pseudo-hermaphrodites masculins (ou « merms ») qui ont des testicules et certains aspects de l’appareil génital féminin, mais pas d’ovaires ; les pseudo-hermaphrodites féminins (ou « ferms »), qui possèdent des ovaires et certains aspects de l’appareil génital masculin, mais pas de testicule… ». Elle affirme qu'il faut  ajouter ces trois sexes aux deux sexes majoritaires, puis qu'il serait plus juste de représenter entre les pôles masculin et féminin d'innombrables sexes intermédiaires  : « J’irais d’ailleurs plus loin, écrit Anne Fausto-Sterling, en affirmant que pour moi, le sexe est un continuum modulable à l’infini qui ne tient pas compte des contraintes imposées par les catégories, fussent-elles au nombre de cinq ». Cette notion de continuum a rencontré un grand écho parmi les scientifiques. 

### Biologie et société
Anne Fausto-Sterling souhaite montrer que la catégorisation en deux sexes biologiques est le résultat d'une décision sociale de diviser l'humanité en deux groupes, afin de les hiérarchiser. Biologiquement, en effet, il n'y a pas deux sexes.
La chercheuse s'inscrit dans un courant féministe critique à l'égard d'une science revêtue des prestiges de l'objectivité, qui reproduit et légitime des stéréotypes sociaux. Si les études féministes s'efforçaient surtout de distinguer le sexe (un fait biologique) et le genre (une construction sociale), Anne Fausto-Sterling démontre que le sexe même est traversé de considérations sociales, et que « le sexe, c’est déjà du genre ».

### Les réassignations forcées de sexe
L'article « Les Cinq Sexes » évoque les opérations chirurgicales et les traitements hormonaux qui visent à normaliser les personnes intersexes dès l'enfance en leur attribuant un des deux sexes reconnus, quelquefois sans le consentement des personnes concernées. Son auteure s'oppose à l'idée que le bonheur des intersexes passe par leur assujettissement au modèle binaire traditionnel. Elle prend appui sur des cas de personnes intersexes qui ont échappé à l'action des médecins, et qui ont mené une vie épanouie. 
La biologiste imagine un monde où la science serait utilisée non pas pour réprimer les intersexes, mais au contraire pour favoriser la pluralisation des sexes. « Ce serait un monde de pouvoirs partagés », écrit-elle ; les patients ne seraient plus soumis aux médecins, les femmes aux hommes, les homosexuels aux hétérosexuels ; « une nouvelle éthique émergerait en matière de traitements médicaux, laissant place à l'ambiguïté dans une culture qui aurait dépassé la division sexuelle ».
Selon Noémie Marignier, un grand nombre de médecins perpétuent, au nom de l'intérêt supposé des intersexes, les pratiques de disciplinarisation dénoncées par Anne Fausto-Sterling (en 2015) ; dans les écoles, « les représentations des sexes comme seulement deux et comme mutuellement exclusifs (et complémentaires) sont encore extrêmement puissantes et prégnantes ».

## Les Cinq Sexes revisités

### L'activisme intersexe après 1993
Les Cinq Sexes a été un texte fondateur pour les mouvements qui militent en faveur d'une meilleure reconnaissance des personnes intersexes. Ainsi, la première association de défense des droits des personnes intersexes, l’Intersex Society of North America (en) (ISNA), (dont Accord Alliance (en) prend le relais dès 2008), a été fondée à la suite de la parution de cet article ; c'est dans une lettre adressée à la revue The Sciences en réponse à Anne Fausto-Sterling que Cheryl Chase (en) a annoncé la création de l'ISNA,. L'activisme intersexe a pris de l'ampleur par la suite et a gagné en visibilité. Dans Les Cinq sexes revisités, Anne Fausto-Sterling se déclare heureuse d'avoir favorisé cette évolution ; elle soutient  les médecins qui recommandent d'éviter de pratiquer la chirurgie sur les enfants intersexes.

### Remise en cause du continuum entre les sexes
Prenant acte des recherches scientifiques récentes, Anne Fausto-Sterling considère que son idée d'un continuum des sexes est dépassée : une telle représentation a le défaut de maintenir aux deux extrémités de l'axe les pôles opposés du sexe mâle et du sexe femelle. L'auteure propose désormais de figurer le sexe et le genre sous la forme de « différents points dans un espace multidimensionnel » ; N. Marignier rappelle à cet égard l'image semblable employée par Sarita Vincent Guillot d'un « archipel intersexe » ou d'« archipels du genre ».
Anne Fausto-Sterling révise également sa classification en cinq sexes, notamment les dénominations d'« hermaphrodite véritable » (herm), de pseudo-hermaphrodites féminin et masculin (ferm et merm), qui présentent toutes l'inconvénient de perpétuer le stéréotype d'un dimorphisme sexuel dans l'espèce humaine. Or « au niveau purement biologique, le dimorphisme absolu n'existe pas », explique l'auteure ; chez certains individus, comme les hommes imberbes ou les femmes qui ont de la barbe, cette réalité est plus visible que chez d'autres.

### Remise en cause du regard médical sur les intersexes
Anne Fausto-Sterling cite un texte de la psychologue Suzanne J. Kessler écrit en réponse aux « Cinq sexes  »,  qui proteste contre le primat accordé  par la biologiste aux organes génitaux dans ses considérations sur l'intersexuation. : « Ce qui a la plus grande importance, écrit Kessler, c'est le genre adopté par la personne, sans rapport avec ce qui se trouve réellement sous ses vêtements ». A. Fausto-Sterling déclare qu'elle donne raison à S.J. Kessler  ; « les gens ont en effet dit-elle, des identités sexuelles dont la diversité n'est pas conditionnée par leurs organes génitaux ».